# Gouvernement Likphai I
Thaïlande
49e cabinet
(Anan Panyarachun II) 51e cabinet
(Banhan Sinlapa-acha)
Le premier gouvernement de Chuan Likphai (thaï : คณะรัฐมนตรีชวน หลีกภัย 1 ; RTGS : Khana Ratthamontri Chuan Likphai 1) est le 50e gouvernement de Thaïlande entre le 23 septembre 1992 et le 13 juillet 1995 et sous la 18e législature de la Chambre des représentants élue le 13 septembre.
Aucun parti n'ayant obtenu la majorité absolue des sièges lors de cette élection, un gouvernement de coalition est formé entre le premier parti arrivé en tête, le Parti démocrate (DEM), mené par Chuan Likphai, puis le Parti de la Nouvelle Aspiration (PNA) mené par Chawalit Yongchaiyut, le Palang Dharma (PD) mené par Chamlong Srimuang, le Parti du Développement national (PDN) mené par Chatchai Chunhawan, le Parti de l'Action sociale (PAS) mené par Montree Pongpanich et le Parti de la Solidarité (PS) mené par Uthai Pimjaichon, ce qui permet au gouvernement d'obtenir sa majorité à la Chambre avec 271 sièges.
Chuan Likphai est nommé et investi Premier ministre le 23 septembre, son gouvernement le 29 septembre.

## Composition initiale
| Portefeuille                                                        | Titulaire(s)            | Parti     | Parti     |
| Ministres                                                           | Ministres               | Ministres | Ministres |
| ------------------------------------------------------------------- | ----------------------- | --------- | --------- |
| Premier ministre                                                    | Chuan Likphai           |           | DEM       |
| Vice-Premier ministre                                               | Banyat Bantadtan        |           | DEM       |
| Vice-Premier ministre                                               | Amnuay Wirawan          |           | PNA       |
| Vice-Premier ministre                                               | Boonchu Rojanasathien   |           | PD        |
| Vice-Premier ministre                                               | Supachai Panitchpakdi   |           | DEM       |
| Ministre auprès du Cabinet du Premier ministre                      | Theodpong Chainan       |           | DEM       |
| Ministre auprès du Cabinet du Premier ministre                      | Sawit Phothiwihok       |           | DEM       |
| Ministre auprès du Cabinet du Premier ministre                      | Surasak Thiamprasert    |           | PNA       |
| Ministre auprès du Cabinet du Premier ministre                      | Chinnawut Soonthornsima |           | PD        |
| Ministre de la Défense                                              | Wichit Sukmak           |           | SE        |
| Ministre des Finances                                               | Tarin Nimmanhemin       |           | DEM       |
| Ministre des Affaires étrangères                                    | Prasong Sunsiri         |           | PD        |
| Ministre de l'Agriculture et des Coopératives                       | Niphon Prompan          |           | DEM       |
| Ministre des Transports                                             | Winai Sompong           |           | PD        |
| Ministre du Commerce                                                | Uthai Phimjaichon       |           | PS        |
| Ministre de l'Intérieur                                             | Chawalit Yongchaiyut    |           | PNA       |
| Ministre de la Justice                                              | Suwit Khunkitti         |           | PAS       |
| Ministre des Sciences, de la Technologie et de l'Environnement      | Phisan Munsatsathorn    |           | PNA       |
| Ministre de l'Éducation                                             | Samphan Thongsamak      |           | DEM       |
| Ministre de la Santé publique                                       | Boonphan Khaewattana    |           | PAS       |
| Ministre de l'Industrie                                             | Sanan Kajornprasart     |           | DEM       |
| Ministre des Affaires universitaires                                | Suthep Atthakon         |           | PD        |
| Vice-ministres                                                      |                         |           |           |
| Vice-ministre de la Défense                                         | Sombat Rodphothong      |           | PD        |
| Vice-ministre des Finances                                          | Thirong Suwankhiri      |           | DEM       |
| Vice-ministre des Finances                                          | Boonchu Treethong       |           | PNA       |
| Vice-ministre des Affaires étrangères                               | Surin Phitsuwan         |           | DEM       |
| Vice-ministre de l'Agriculture et des Coopératives                  | Suthep Thueksuban       |           | DEM       |
| Vice-ministre de l'Agriculture et des Coopératives                  | Sawat Suebsaiprom       |           | PNA       |
| Vice-ministre de l'Agriculture et des Coopératives                  | Tawin Chanprasong       |           | PD        |
| Vice-ministre des Transports                                        | Charat Puachuay         |           | PD        |
| Vice-ministre des Transports                                        | Sawai Pattano           |           | DEM       |
| Vice-ministre des Transports                                        | Tawee Kraikup           |           | PNA       |
| Vice-ministre des Transports                                        | Somsak Thepsuthin       |           | PAS       |
| Vice-ministre du Commerce                                           | Chaiyot Sasomsap        |           | PS        |
| Vice-ministre du Commerce                                           | Jurin Laksanawisit      |           | DEM       |
| Vice-ministre du Commerce                                           | Paitoon Kaewthong       |           | PNA       |
| Vice-ministre de l'Intérieur                                        | Den Tohmeena            |           | PNA       |
| Vice-ministre de l'Intérieur                                        | Suthat Ngermuen         |           | DEM       |
| Vice-ministre de l'Intérieur                                        | Chamni Sakdiseth        |           | PD        |
| Vice-ministre de l'Intérieur                                        | Chaowat Sudlapa         |           | PAS       |
| Vice-ministre des Sciences, de la Technologie et de l'Environnement | Preecha Musikul         |           | DEM       |
| Vice-ministre de l'Éducation                                        | Pramot Sukhum           |           | DEM       |
| Vice-ministre de l'Éducation                                        | Sangthong Sritaret      |           | PNA       |
| Vice-ministre de l'Éducation                                        | Adisorn Phiengket       |           | PD        |
| Vice-ministre de la Santé publique                                  | Rakkiat Sukthana        |           | PAS       |
| Vice-ministre de la Santé publique                                  | Anok Thapsuwan          |           | DEM       |
| Vice-ministre de la Santé publique                                  | Udomsin Srisaengnam     |           | PD        |
| Vice-ministre de l'Industrie                                        | Pornthep Techapaiboon   |           | DEM       |
| Vice-ministre de l'Industrie                                        | Kiatchai Chaicharat     |           | PNA       |

## Évolution de la composition du gouvernement

### Ajustements de septembre 1993
Le 18 septembre 1993, il est annoncé par décret royal qu'un ministre et plusieurs vice-ministres sont démis de leurs fonctions :
- Somsak Thepsuthin, vice-ministre des Transports ;
- Chaowat Sudlapa, vice-ministre de l'Intérieur ;
- Suwit Khunkitti, ministre de la Justice ;
- Boonphan Khaewattana, ministre de la Santé publique ;
- Rakkiat Sukthana, vice-ministre de la Santé publique.

Le 23 septembre 1993, il est annoncé que plusieurs ministres changent de portefeuille (dont un qui se voit rajouter un portefeuille supplémentaire), mais de nouveaux membres rentrent également au gouvernement :
- Sawai Pattano, vice-ministre des Transports, est nommé ministre de la Justice ;
- Anok Thapsuwan, vice-ministre de la Santé publique, est nommé vice-ministre des Transports ;
- Paitoon Kaewthong, vice-ministre du Commerce, est nommé vice-ministre du Travail et du Bien-être social ;
- Pinit Jarusombat est nommé vice-ministre des Transports ;
- Chalermpol Sanitwongchai est nommé vice-ministre du Commerce ;
- Chawalit Yongchaiyut, ministre de l'Intérieur, se voit rajouter le portefeuille supplémentaire de ministre du Travail et du Bien-être social ;
- Sermsak Karun est nommé vice-ministre du Travail et du Bien-être social ;
- Athit Urairat est nommé ministre de la Santé publique ;
- Teuanjai Nuoupala est nommée vice-ministre de la Santé publique.

### Ajustement du 8 janvier 1994
Le 8 janvier 1994, il est annoncé que Chawalit Yongchaiyut, ministre de l'Intérieur, démissionne de sa fonction de ministre du Travail et du Bien-être social. Il est remplacé par Paitoon Kaewthong, alors vice-ministre du Travail et du Bien-être social avant sa démission.

### Ajustement du 14 juillet 1994
Le 8 juillet 1994, Amnuay Wirawan remet sa démission à son poste de vice-Premier ministre. Il est remplacé par Chawalit Yongchaiyut, qui se voit ainsi rajouter un portefeuille supplémentaire, en plus de sa fonction de ministre de l'Intérieur, le 14 juillet.

### Démissions et ajustements d'octobre 1994
En octobre 1994, plusieurs démissions de ministres et vice-ministres sont annoncés par décret royal : 
- Charat Puachuay, vice-ministre des Transports (le 11 octobre[8]) ;
- Sombat Rodphothong, vice-ministre de la Défense (le 12 octobre[9]) ;
- Tawin Chanprasong, vice-ministre de l'Agriculture et des Coopératives (le 13 octobre[9]) ;
- Udomsin Srisaengnam, vice-ministre de la Santé publique (le 13 octobre) ;
- Suthep Atthakon, ministre des Affaires étrangères (le 13 octobre) ;
- Chawalit Yongchaiyut, vice-Premier ministre et ministre de l'Intérieur (le 24 octobre[10]) ;
- Chinnawut Soonthornsima, ministre auprès du Cabinet du Premier ministre (le 24 octobre) ;
- Chalermpol Sanitwongchai, vice-ministre du Commerce (le 24 octobre) ;
- Den Tohmeena, vice-ministre de l'Intérieur (le 24 octobre).

Le 26 octobre 1994, plusieurs autres ministres et vice-ministres sont démis de leurs fonctions et de nouveaux membres sont nommés pour les remplacer :
- Boonchu Rojanasathien est démis de ses fonctions de vice-Premier ministre ;
- Prasong Sunsiri est démis de ses fonctions de ministre des Affaires étrangères ;
- Winai Sompong est démis de ses fonctions de ministre des Transports ;
- Chamni Sakdiseth est démis de ses fonctions de vice-ministre de l'Intérieur ;
- Adisorn Piengket est démis de ses fonctions de vice-ministre de l'Éducation ;
- Sukhawich Rangsitpol est nommé vice-Premier ministre ;
- Chamlong Srimuang est nommé vice-Premier ministre ;
- Phimpha Chanprasong est nommée ministre auprès du Cabinet du Premier ministre ;
- Roch Wiphatiphumprathet est nommé vice-ministre de la Défense ;
- Thaksin Shinawatra est nommé ministre des Affaires étrangères ;
- Samuthorn Mongkolkiti est nommé vice-ministre de l'Agriculture et des Coopératives ;
- Wichit Surapongchai est nommé ministre des Transports ;
- Sudarat Keyuraphan est nommée vice-ministre des Transports ;
- Chatchai Euasakul est nommé vice-ministre du Commerce ;
- Udon Tantisunthorn est nommé vice-ministre de l'Intérieur ;
- Wan Muhammad Nor Matha est nommé vice-ministre de l'Intérieur ;
- Sarit Santimataneedon est nommé vice-ministre de l'Éducation ;
- Thinawat Maruekpitak est nommé vice-ministre de la Santé publique ;
- Krasae Chanawong est nommé ministre des Affaires universitaires.

### Ajustements de décembre 1994
De nouvelles démissions sont annoncés par décret royal en décembre 1994 :
- Suthep Thueksuban, vice-ministre de l'Agriculture et des Coopératives (le 6 décembre[12]) ;
- Tawee Kraikup, vice-ministre des Transports (le 9 décembre[13]) ;
- Niphon Prompan, ministre de l'Agriculture et des Coopératives (le 14 décembre[14]) ;
- Sanan Kajornprasart, ministre de l'Industrie (le 14 décembre) ;
- Jurin Laksanawisit, vice-ministre du Commerce (le 14 décembre).

Pour les remplacer, de nouveaux membres (sauf 2 ministres renommés après leurs démissions) sont nommés au gouvernement le 17 décembre :
- Athit Kamlangek, nommé vice-Premier ministre ;
- Korn Dabbaransi, nommé ministre auprès du Cabinet du Premier ministre ;
- Panja Kesornthong, nommé ministre auprès du Cabinet du Premier ministre ;
- Amnuay Patise, nommé vice-ministre des Finances ;
- Chawarat Charnvirakul, nommé vice-ministre des Finances ;
- Prachuap Chaisarn, nommé ministre de l'Agriculture et des Coopératives ;
- Jurin Laksanawisit, nommé vice-ministre de l'Agriculture et des Coopératives ;
- Prapas Limpaphan, nommé vice-ministre de l'Agriculture et des Coopératives ;
- Detch Boonlong, nommé vice-ministre des Transports ;
- Korpsak Saphawasu, nommé vice-ministre du Commerce ;
- Sanan Kajornprasart, nommé ministre de l'Intérieur ;
- Pairot Lohsunthorn, nommé vice-ministre de l'Intérieur ;
- Sompong Amornwiwat, nommé ministre du Travail et du Bien-être social ;
- Yut Angkinan, nommé vice-ministre du Travail et du Bien-être social ;
- Suwat Liptapanlop, nommé ministre des Sciences, de la Technologie et de l'Environnement ;
- Kamchai Ruangkarnjanaset, nommé vice-ministre de l'Éducation ;
- Trairong Suwannakiri, nommé ministre de l'Industrie ;
- Prathueng Kamprakorb, nommé vice-ministre de l'Industrie.

### Ajustements de février 1995
De nouvelles démissions sont annoncés par décret royal en février 1995 :
- Thaksin Shinawatra, ministre des Affaires étrangères (le 11 février[16]) ;
- Krasae Chanawong, ministre des Affaires universitaires (le 11 février) ;
- Pramot Sukhum, vice-ministre de l'Éducation (le 17 février[17]).

Le 16 février 1995, Krasae Chanawong est reconduit au gouvernement en étant nommé ministre des Affaires étrangères. Par ce décret est également nommé Thawin Praison au poste de ministre des Affaires universitaires.
Un autre nouveau membre est nommé le 22 février 1995 : Jaroen Kunthawong, au poste de vice-ministre de l'ÉducatioFin.

### Démissions de mai et juin 1995
Le 19 mai 1995, de nombreuses démissions sont annoncés par le Cabinet du Premier ministre :
- Chamlong Srimuang, vice-Premier ministre ;
- Phimpha Chanprasong, ministre auprès du Cabinet du Premier ministre ;
- Roch Wiphatiphumprathet, vice-ministre de la Défense ;
- Krasae Chanawong, ministre des Affaires étrangères ;
- Samuthorn Mongkolkiti, vice-ministre de l'Agriculture et des Coopératives ;
- Wichit Surapongchai, ministre des Transports ;
- Sudarat Keyuraphan, vice-ministre des Transports ;
- Udon Tantisunthorn, vice-ministre de l'Intérieur ;
- Sarit Santimataneedon, vice-ministre de l'Éducation ;
- Thinawat Maruekpitak, vice-ministre de la Santé publique ;
- Thawin Praison, ministre des Affaires étrangères.

Le 1er juin 1995, il est annoncé que Detch Boonlong a remis sa démission de son poste de vice-ministre des Transports.

## Fin du gouvernement
La fin du premier gouvernement de Chuan Likphai est actée par la décision de dissoudre la Chambre des représentants le 19 mai 1995,, qui est approuvé par le roi Rama IX. Elle fait suite à une motion de censure contre le gouvernement débattue à la Chambre le jour précédent. Le Palang Dharma s'était également retiré de la coalition au sein du gouvernement, ce qui ne permettait plus d'avoir une majorité pour soutenir le gouvernement à la Chambre.
Par ce décret annonçant la dissolution de la Chambre est également annoncé de nouvelles élections en juillet 1995.